# ながしま (掃海艇)
ながしま（ローマ字：JS Nagashima, MSC-680, MCL-732）は、海上自衛隊の掃海艇。うわじま型掃海艇の9番艇。艇名は長島に由来する。

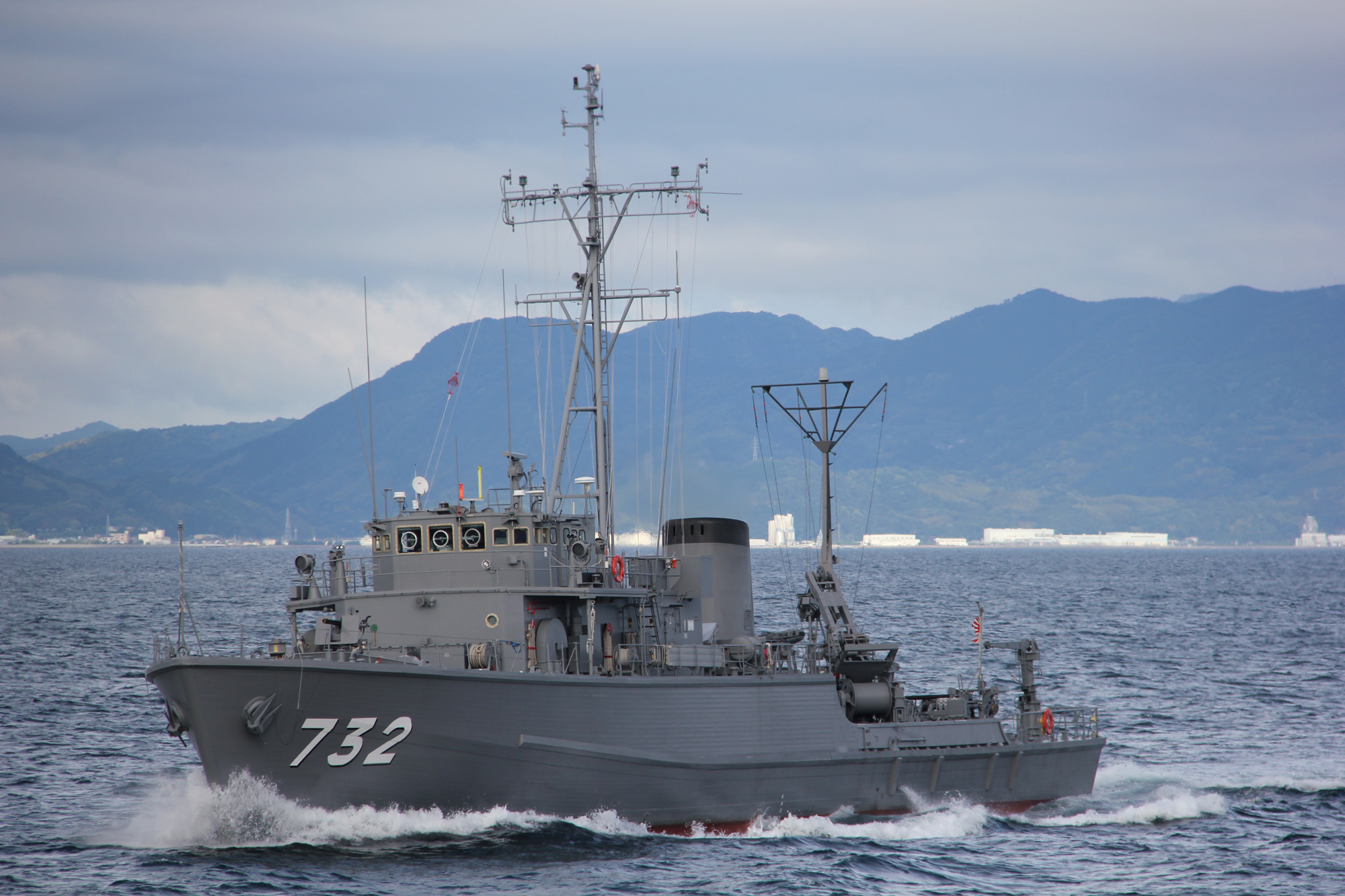
掃海管制艇に種別変更後の「ながしま」

## 艦歴
「ながしま」は、平成6年度計画掃海艇380号艇として、日本鋼管鶴見製作所で1995年4月14日に起工され、1996年5月30日に進水、1996年12月25日に就役し、同日付で第1掃海隊群隷下に新編された第1掃海隊に「ゆげしま」とともに編入され、呉に配備された。
2000年3月13日、掃海部隊の改編により、第1掃海隊が掃海隊群隷下に編成替え。
2005年2月9日、舞鶴地方隊第44掃海隊に編成替え。
2011年3月11日、発生した東日本大震災の災害派遣に参加。3月20日午後12時56分より、補給艦「とわだ」からガソリン140リットル、ゴム手袋33個、60枚入りゴミ袋３個、洗剤、防護衣、ポリタンク47個が運び込まれた。
同年、9月27日と9月29日、護衛艦「ちくま」、「あけぼの」と共に、ロシア海軍スラヴァ級ミサイル巡洋艦「ヴァリャーク」、ドゥブナ級補給艦「イルクート」、ソルム型航洋曳船「MB-61」と捜索救難訓練を実施した。
2012年3月21日、大湊地方隊函館基地隊第45掃海隊に編成替え。
同年4月15日、陸奥湾で墜落した第25航空隊所属SH-60Jの捜索に参加。
同年6月17日から7月21日、硫黄島周辺海域で実機雷処分訓練を実施。
2015年2月1日から2月10日、伊勢湾で平成26年度機雷戦訓練に参加。6月19日から6月28日、硫黄島周辺海域で平成27年度実機雷処分訓練に参加。
2016年6月8日15時頃、宗谷岬北東55kmを西に航行するグリシャⅤ型コルベット「MPK-82」とカメンカ型測量艦２隻を発見し、監視した。その後宗谷海峡を西に抜けた。
2017年12月17日、除籍される「くめじま」に代わり、第101掃海隊への転籍及び掃海管制艇への種別変更準備のため呉に向けて函館を出港した。
2018年3月27日、掃海管制艇に種別変更され、艦籍番号がMCL-732に変更。掃海隊群第101掃海隊に編入され、定係港が呉に転籍。
2020年10月1日、除籍。最終所属は、掃海隊群第101掃海隊、定係港は呉であった。僚艦の「ゆげしま」も同日付で除籍となり、2隻で構成されていた第101掃海隊は解隊された。